# Ruelles zetafunktion
Inom matematiken är Ruelles zetafunktion en zetafunktion associerad med ett dynamiskt system.
Låt f vara en funktion definierad över en mångfald M så att mängden av fixpunkter Fix(f n) är ändlig för alla n > 1. Låt dessutom φ vara en funktion över M med värden i komplexa d × d-matriser. Zetafunktionen av första slaget definieras som
{\displaystyle \zeta (z)=\exp \left({\sum _{m\geq 1}{\frac {z^{m}}{m}}\sum _{x\in \mathrm {Fix} (f^{m})}\mathrm {Tr} \left({\prod _{k=0}^{m-1}\phi (f^{k}(x))}\right)}\right)}
I specialfallet d = 1, φ = 1, är
{\displaystyle \zeta (z)=\exp \left({\sum _{m\geq 1}{\frac {z^{m}}{m}}\left|{\mathrm {Fix} (f^{m})}\right|}\right)}
som är Artin–Mazurs zetafunktion.
Iharas zetafunktion är ett exempel av en Ruelle zetafunktion.